# Epopea lignosa
Epopea lignosa là một loài bọ cánh cứng trong họ Cerambycidae.